# Petrus Johannes Schotel
Petrus Johannes Schotel (Dordrecht, 1808 – Dresden, 1865) fou un pintor marí neerlandès del segle xix.

## Biografia
Fill de Johannes Christiaan Schotel, Petrus Johannes Schotel va seguir el seu estil pictòric. Va treballar diversos anys com a mestre de dibuix a l'escola marina de Medemblik.
Va casar-se i la seva filla Petronella Elisabeth Schotel va esdevenir també una pintora de flors com la seva germana Christina Petronella Schotel.